# Колет Фрийдман
Колет Фрийдман (на английски: Colette Freedman) е американска актриса, сценаристка, драматуржка и писателка, авторка на произведения в жанра драма, чиклит, фентъзи и детска литература.

## Биография и творчество
Колет Фрийдман е родена на 19 ноември 1969 г. в Уест Пойнт, Ню Йорк, САЩ. От малка е запалена читателка. Получава магистърска степен по драма от университета „Колгейт“.
Авторка е на над 15 пиеси, и е избрана от Гилдията на драматурзите за „Една от 50-те, които да се наблюдават“. Нейната пиеса „Sister Cities“ е хит през 2008 г. и е оценена от критиката. През 2016 г. пиесата е издадена като роман.
С писателката Джаки Колинс са авторки на пиесата „Jackie Collins Hollywood Lies“ (Джаки Колинс Холивудски лъжи).
През 2013 г. дебютира като съавтор с писателя Майкъл Скот на романа „13-те Светини“.
Филмът „And Then There Was Eve“, в който участва като сценарист, съпродуцент и актриса печели филмовия фестивал в Лос Анджелис през 2017 г.
Като актриса работи в много телевизионни предавания, включително „Шеметни години“, „Младите и неспокойните“ и „Военна прокуратура“, както и в няколко независими филма.
Съпродуцент е на няколко независими филма, включително през 2017 г. „Quality Problems“ (Проблеми с качеството), определен за най-добър игрален филм на Тексаския дамски филм фест.

## Произведения

### Самостоятелни романи
- The Thirteen Hallows (2011) – с Майкъл Скот
13-те Светини, изд.: „Pro book“, София (2012), прев. Бойко Маринов
- The Affair (2013)
- The Consequences (2014)
- Anomalies (2016) – със Сейди Търнър
- Sister Cities (2016)

### Детска литература
- The Reluctant Fairy Godmother (2019) – с Кимбърли Мъч

### Пиеси
- Deconstructing the Torah (2004)
- Iphigenia In Aulis (2006)
- Sister Cities (2009)
- Blind Spots (2011)
- Hollywood Lies (2012) – с Джаки Колинс
- Serial Killer Barbie (2014)

### Екранизации – сюжет и сценарий
- 2007 Finding Fred Mertz
- 2008 Spelling Bee
- 2012 This Day Today
- 2012 Bridesmaid #3
- 2016 Sister Cities
- 2017 And Then There Was Eve
- ?? Miles Underwater
- ?? The Mystery of Casa Matusita
- ?? The Mystery of Casa Matusita II: The Five Guests

## Филмография – актриса
- 1994 Sales Tribe Grashecki
- 1995 The Client – ТВ сериал, 1 епизод
- 1997 Военна прокуратура, JAG – ТВ сериал, 1 епизод
- 2002 The Bacchae
- 2003 The Guy Next Door
- 2004 29 and Holding
- 2006 Шеметни години, That '70s Show – ТВ сериал, 1 епизод
- 2006 Lucy's Piano
- 2007 Real Men
- 2007 TV Virus
- 2007 Finding Fred Mertz
- 2009 The Young and the Restless – ТВ сериал, 1 епизод
- 2009 The Eastmans
- 2011 How to Cheat
- 2012 Live! Sex! Girls!: The Sketch Show – ТВ сериал, 1 епизод
- 2014 Return to Zero
- 2010-2014 The Unemployment of Danny London – ТВ сериал, 7 епизода
- 2016 Sister Cities
- 2016 Dogpit
- 2017 Quality Problems
- 2017 And Then There Was Eve – и съпродуцент
- ?? The Mystery of Casa Matusita